# Marvin l'androide paranoico
Marvin l'androide paranoico (Marvin the Paranoid Android) è uno dei personaggi principali della Guida galattica per gli autostoppisti, serie ideata da Douglas Adams.
Marvin è un androide a bordo della nave spaziale Cuore d'Oro. Costruito dalla Società Cibernetica Sirio come un prototipo di robot CPV (Caratteristiche da Persona Vera), quindi è costantemente depresso. La sua mente "è troppo vasta per essere riempita da qualsiasi occupazione" e passa il tempo a lamentarsi della vita irritando tutti i membri dell'equipaggio o costringendo al suicidio i computer delle navi spaziali.
Memorabile tagline : "Ho il cervello grande come un pianeta e mi fanno unicamente raccogliere un pezzo di carta".
Nel quarto volume della serie, Marvin muore, finalmente consolato, dinanzi all'ultimo messaggio di Dio al creato. L'androide era già una volta uscito di scena in Ristorante al termine dell'Universo, salvandosi a sorpresa dal dirottamento di un'astronave su una stella e ripresentandosi nel romanzo successivo.
Secondo lo stesso Douglas Adams, il personaggio di «Marvin si ispira ad Andrew Marshall. Andrew è un altro scrittore umoristico, ed è esattamente come lui». Nelle prime stesure della Guida galattica, il robot prendeva il nome proprio di Marshall.
La canzone del gruppo Radiohead Paranoid Android è ispirata al personaggio.